# Granada (Nicaragua)
Granada è una città del Nicaragua, capoluogo del dipartimento omonimo. È la terza città dello Stato per numero di abitanti, circa 116.000 nel 2005.

## Geografia fisica
La città è posta sulla sponda occidentale del lago Nicaragua a circa 18 chilometri a nord della costa dell'oceano Pacifico. È dominata dal vulcano Mombacho, ormai estinto.

## Storia
Granada venne fondata l'8 dicembre del 1524 da Francisco Hernández de Córdoba e questo fa di essa una delle più antiche città delle Americhe; fu a lungo la città principale della Provincia del Nicaragua, nella Capitaneria Generale del Guatemala, appartenente al Viceregno della Nuova Spagna.
Durante il XVII secolo fu spesso vittima degli attacchi dei pirati francesi e inglesi che giungevano dai Caraibi attraverso il fiume San Juan e il lago Nicaragua (si veda al riguardo il progetto Ecocanal).
Dopo che il Nicaragua guadagnò l'indipendenza dalla Spagna, Granada e León si alternarono come capitali dello Stato, fino a che, nel 1858, Managua prese definitivamente il loro posto, mettendo così fine alla rivalità tra le due città.
Granada è stata a lungo un importante centro commerciale, per il legname, il cacao, l'oro e l'argento.

## Monumenti e luoghi d'interesse
La cattedrale di Nostra Signora dell'Assunzione, costruita nel XVI secolo, fu distrutta nel 1856 da William Walker. Ricostruita, fu ultimata nel 1916.

## Amministrazione

### Gemellaggi
- Tampa
- Francoforte sul Meno